# Фёдоров, Филипп
Филипп Фёдоров или Федорив укр. Пилип Федорів; годы рождения и смерти — неизвестны) — кошевой атаман Запорожской Сечи.
Как писал историк А. Кащенко, Филипп Фёдоров был «выдающийся сечевой дед» (укр. видатний січовий дід). На момент избрания его кошевым атаманом в 1764 году, пользовался на Сечи большим авторитетом.
Вместе с атаманом К. Гордиенко в 1709 в составе запорожцев Мазепы участвовал в Полтавской битве на стороне Карла XII и после поражения шведов помогал Карлу XII и украинскому гетману с остатками армии переправиться через Днепр возле села Переволочной.
Защищал от разрушения русскими войсками полковника Яковлева Сечи в том же 1709 году. Потерпев поражение, избежал плена, бросившись в реку, переплыв её и скрывшись в плавнях.
Поселился вместе с другими казаками на землях Крымского ханства. Принимал участие в организации новой Алешковской Сечи на левом берегу в низовье Днепра на территории татарских владений.
Получив булаву кошевого атамана, Ф. Федоров послал делегацию к крымскому хану и заручившись его поддержкой, повëл борьбу с русскими и другими поселенцами, осевшими на новых землях запорожцев. Снарядил отряд казаков с приказом: проинспектировать земли, и всех, кто поселился на них без необходимого разрешения, выгнать за пределы Запорожской земли. В результате сотни семей поселенцев от Днепра до устья Кальмиуса были изгнаны.
Исполнял обязанности в течение двух лет, после чего сложил их с себя и удалился в казачий монастырь в Самарской пуще, где постригся в монахи.